# Santa Cruz (Zambales)
Santa Cruz é um município de  primeira classe de renda municipal (d) na província Zambales, nas Filipinas. De acordo com o censo de 1 de maio  de  2020 possui uma população de 63 839 pessoas e 16 033 domicílios.